# Fiat Fiorino (2014) - Peugeot Partner Rapid
Le FIAT Fiorino (2014), souvent appelé FIAT Novo Fiorino, est un petit fourgon utilitaire produit par la filiale brésilienne du constructeur automobile italien FIAT professional sous le code usine 327. Dérivé de la citadine FIAT Novo Uno (2010), il est produit depuis 2013.

## Histoire
La première version du Fiorino était basée sur la FIAT 127 italienne puis sur la FIAT 147 brésilienne et la deuxième sur la FIAT Uno CS brésilienne. Avec l'arrêt de la fabrication de la FIAT Uno Mille au Brésil au 31 décembre 2013, FIAT se devait de remplacer le Fiorino. Alors qu'une version européenne était déjà sur le marché depuis 2007, FIAT Professional a préféré s'engager sur une toute nouvelle conception pour le modèle sud-américain, en utilisant la FIAT Novo Uno (2010) brésilienne comme base.
La motorisation diesel étant interdite au Brésil pour les utilitaires légers, le Novo Fiorino est équipé d'un seul moteur FIAT Flex 1,4 litre, déjà utilisé sur la Novo Uno, développant 85/88 ch selon le type de carburant utilisé, essence ou éthanol.
La charge utile de la camionnette est de 650 kg et peut tracter une remorque de 400 kg.

## FIAT Fiorino Mk2 2022
Le FIAT Fiorino a été légèrement restylé en toute fin d'année 2021 et présenté le 3 décembre 2021 comme MY 2022. Leader incontesté de son segment, cette petite fourgonnette arbore un nouveau look inspiré de la FIAT Uno restylée, doté d'un aménagement intérieur entièrement repensé, des sièges et un tableau de bord similaires à ceux du nouveau FIAT Strada (281).
L'extérieur est doté d'un nouveau pare-chocs, reprenant certains détails de la Uno actuelle, comme la prise d'air plus basse. Les phares seront identiques à ceux de la berline, mais arborent un cache noir.
Bien que FIAT ait conçu cette nouvelle version pour être équipée avec le nouveau moteur FIAT 1.3 FireFly, le Fiorino 2022 n'est commercialisé qu'avec le moteur FIAT 1.4 FIRE EVO mis à jour pour répondre à la nouvelle norme "Proconve PL7". Le moteur FIRE EVO de 1,4 litre développe une puissance maximale de 85 ch DIN alimenté en essence ou 88 ch avec de l'éthanol, et un couple de 123 N m. La transmission est manuelle à cinq rapports. Ces valeurs peuvent varier légèrement en fonction de la fiscalité du pays où le véhicule est exporté.
Le fourgon est équipé, en série, de nombreux systèmes de contrôle de stabilité et de traction, d'une assistance au démarrage en côte et du blocage de différentiel TC+. Ce système remplace le Locker qui a fait ses débuts en 2008 dans la gamme Strada Adventure. Ce nouveau blocage de différentiel a été nommé E-Locker et fonctionne avec le contrôle de traction. Le système s'active automatiquement en tout-terrain ou par simple pression sur le bouton TC+ situé au-dessus de l'écran multimédia et reste actif jusqu'à 65 km/h.

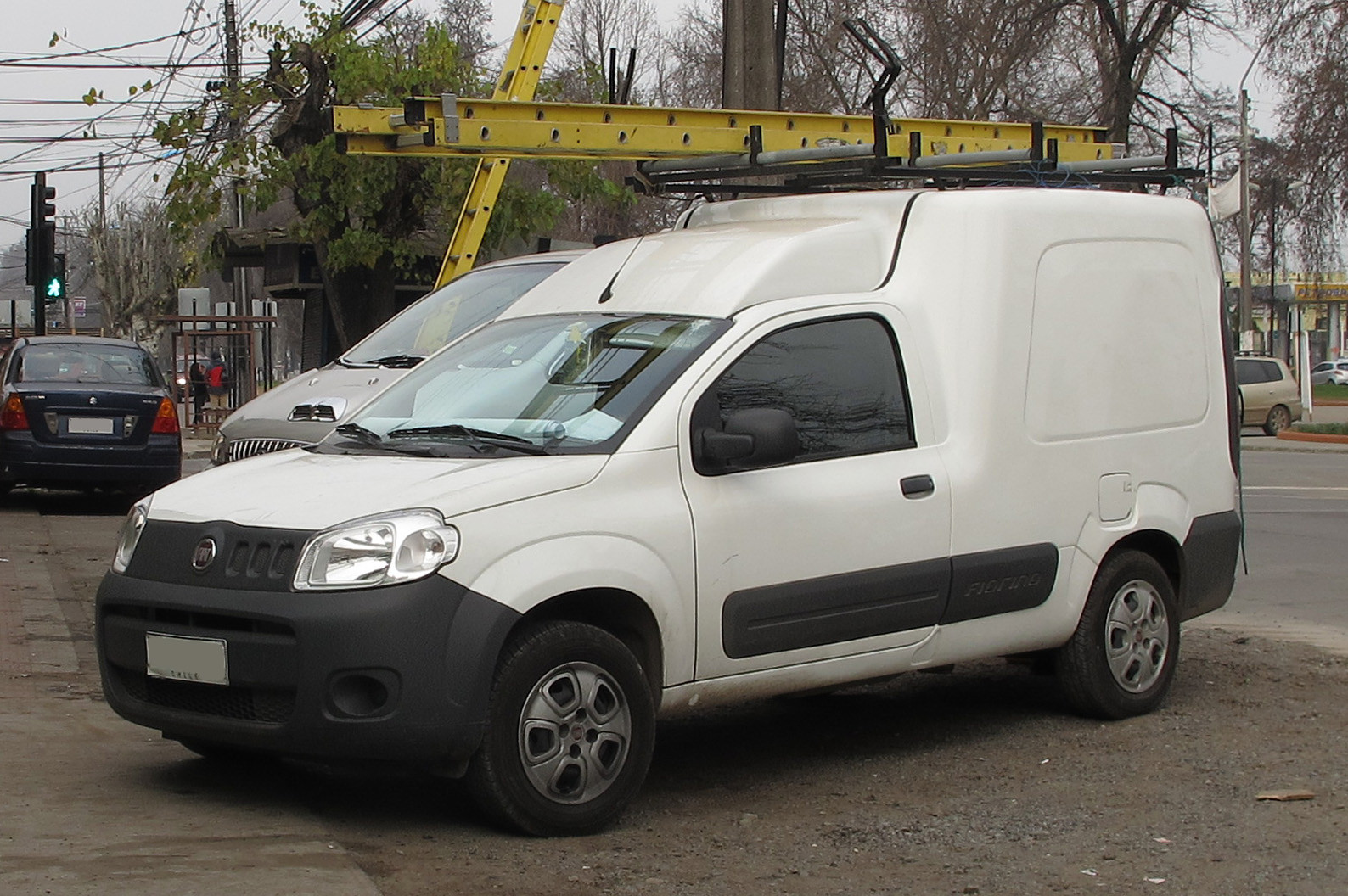
FIAT Fiorino Mk2 (2013-2022)
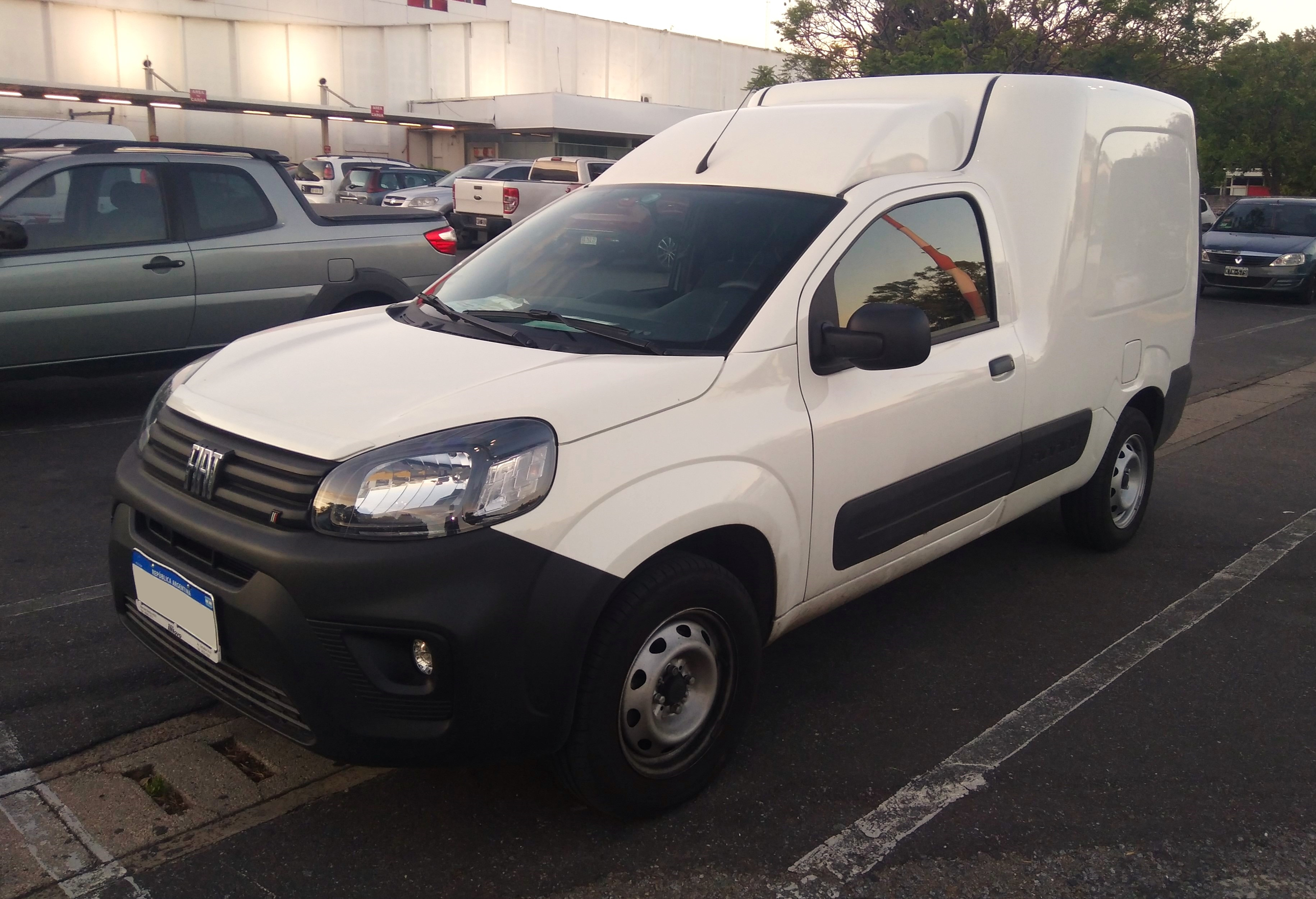
FIAT Fiorino Mk3 (2022-en cours)

## RAM V700 Rapid

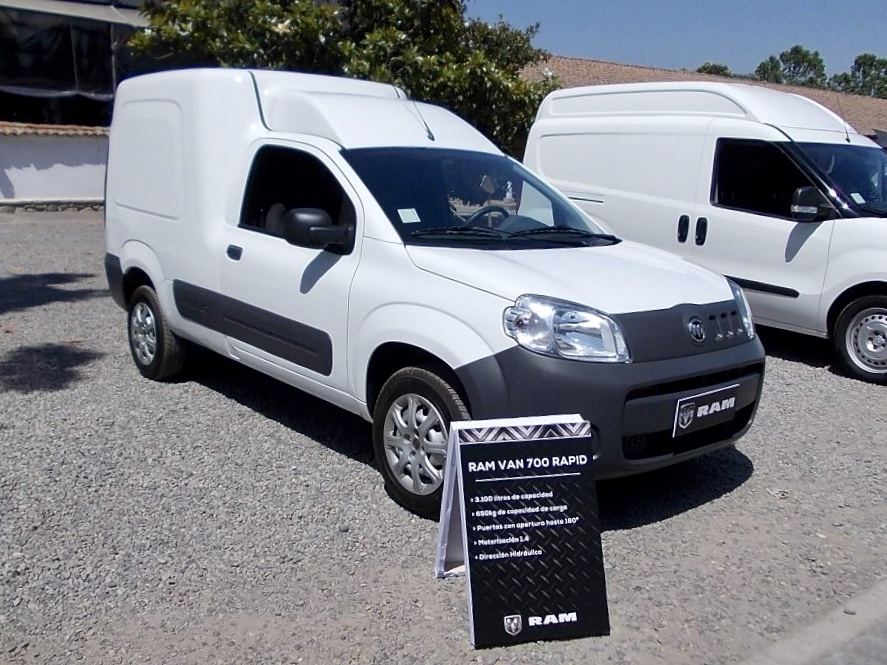
RAM V700 Rapid phase 1

Depuis le début de l'année 2017, la version brésilienne du FIAT Novo Fiorino est commercialisée au Mexique sous le badge RAM V700 ProMaster Rapid. Équipé du moteur essence FIAT 1,4 développant 84 ch DIN accolé à une boîte de vitesses à 5 rapports.
Ce véhicule peut transporter une charge de 650 kg. Les dimensions intérieures du compartiment de chargement sont : 1.880 mm  de longueur et 1.285 mm de largeur. Le volume utile est de 3.100 litres.

### Caractéristiques techniques
|                                | FIAT 1.4 8v FIRE EVO Flex             | FIAT 1.4 FIRE EVO Flex                | FIAT 1.3 FireFly Flex                   |                   |                   |                   |
| Dates production               | 2013–2021                             | 2021–2025                             | 2025- X                                 |                   |                   |                   |
| Moteurs                        |                                       |                                       |                                         |                   |                   |                   |
| FIAT type                      | Essence / Ethanol                     | Essence / Ethanol                     | Essence / Ethanol                       | Essence / Ethanol | Essence / Ethanol | Essence / Ethanol |
| Cylindrée (cm³)                | 1 368                                 | 1 368                                 | 1 332                                   |                   |                   |                   |
| Puissance (à tr/min : ch/(kW)) | à 5 750 - E : 85 (62) / Eth : 88 (64) | à 6 000 - E : 86 (63) / Eth : 90 (63) | à 6 000 - E : 101 (72) / Eth : 109 (72) |                   |                   |                   |
| Couple (à tr/min : N m)        | à 3 500 - E : 122 / Eth : 123         | à 4 000 - E : 120 / Eth : 121         | à 4 000 - E : 134 / Eth : 139           |                   |                   |                   |
| Transmission                   |                                       |                                       |                                         |                   |                   |                   |
|                                | Traction avant                        |                                       |                                         |                   |                   |                   |
| Boîte de vitesses              | Manuelle 5 rapports                   | Manuelle 5 rapports                   | Manuelle 5 rapports                     |                   |                   |                   |
| Performances                   |                                       |                                       |                                         |                   |                   |                   |
| Vitesse maxi (km/h)            | 157                                   | 160                                   | 170                                     |                   |                   |                   |
| Accélération (sec, 0–100 km/h) | 13,9                                  | 13,7                                  | 11,5                                    |                   |                   |                   |
| Dimensions                     |                                       |                                       |                                         |                   |                   |                   |
| L x l x h (cm)                 |                                       |                                       |                                         |                   |                   |                   |
| Charge utile (kg / dm³)        |                                       |                                       |                                         |                   |                   |                   |
| Poids (kg)                     | 1 117                                 | 1 131                                 | 1 128                                   |                   |                   |                   |
| Réservoir (litres)             | 58                                    | 55                                    | 55                                      |                   |                   |                   |

## Peugeot Partner Rapid
En mai 2022, suite à la fusion de PSA dans FIAT-Chrysler Automobiles pour former Stellantis, Peugeot présente une version rebadgée du FIAT Fiorino brésilien, appelée Peugeot Partner Rapid,. Il remplace l'ancien Partner 1re génération au Brésil, qui reste produit en Argentine.
Lors de son lancement, le Peugeot Partner Rapid, clone du FIAT Fiorino, est disponible en deux finitions (Business et Business Plus). La première finition lui permet de placer son ticket d'entrée 5000 reais moins cher que le FIAT Fiorino, qui ne dispose pas de finition d'entrée de gamme. Quelque mois après le lancement, cette finition trop bas de gamme boudée par la clientèle, est finalement supprimée.
Comme le FIAT Fiorino, le Partner Rapid est fabriqué dans l'usine géante FIAT de Betim, au Brésil. Il ne connait pas le même succès que le Fiorino qui confisque plus de 77% des parts de marché de la catégorie avec plus de 20 000 exemplaires vendus en 2024. Pour le MY 2025, afin de se conformer à la nouvelle norme d'émissions polluantes du programme Proconve L8, il est également équipé du moteur FIAT 1.3 FireFly, tout comme les Peugeot 208 fabriquées en Argentine pour les marchés d'Amérique du Sud sont équipées du moteur FIAT 1.0 FireFly.

## Ventes
| Année | Brésil     | Brésil  | Mexique | Argentine |
| Année | FIAT       | Peugeot | RAM     | FIAT      |
| ----- | ---------- | ------- | ------- | --------- |
| 2014  | 23 818 (*) |         |         |           |
| 2015  | 15 020     |         |         | 5,205     |
| 2016  | 9 760      |         |         | 7,185     |
| 2017  | 10,947     |         | 382     | 8,221     |
| 2018  | 13,547     |         | 4,884   | 6,917     |
| 2019  | 17,237     |         | 4,043   | 4,109     |
| 2020  | 17,852     |         | 4,005   | 2,126     |
| 2021  | 20,602     |         | 3,647   | 1,695     |
| 2022  | 20,953     | 1,146   | 1,477   | 1,283     |
| 2023  | 21 865     | 1,716   | 3,962   | 707       |
| 2024  | 20 208     | 1 105   | 1 667   | 2 856     |
| 2025  |            |         |         |           |

(*) - Dans les statistiques publiées par FENABRE, il n'est pas fait de distinction entre l'ancienne version du FIAT Fiorino 149 Uno et le nouveau modèle. Le total des ventes englobe les 2 modèles.